# Patokh Chodiev
 (avril 2023).
L'article doit être relu — et modifié si nécessaire — par des contributeurs indépendants pour apporter un regard critique aux contributions effectuées en violation des conditions d'utilisation de Wikipédia, tant sur la forme (notamment concernant le style encyclopédique, la proportionnalité) que sur le fond (la neutralité de point de vue, la qualité et l'indépendance des sources).
Patokh Chodiev (russe : Фаттох Каюмович Шодиев, Fattoh Kayumovich Shodiev), né le 15 avril 1953 à Jizzakh (République socialiste soviétique d'Ouzbékistan), est un oligarque et homme d'affaires de nationalité belge et russe. Avec Alexander Mashkevitch et Alijan Ibragimov, il bâtit sa fortune grâce à des opérations dans les minerais, le pétrole, le gaz et le secteur financier au Kazakhstan.
Patokh Chodiev figure plusieurs années de suite dans la liste des milliardaires dressée par Forbes, avec une richesse estimée à 1,84 milliard de dollars.

## Biographie

### Jeunesse et études
Patokh Chodiev naît en Ouzbékistan le 15 avril 1953. Il étudie le droit international et le japonais à l'Institut d'État des relations internationales de Moscou (MGIMO) et obtient un doctorat en sciences politiques. Parlant couramment le japonais, il rejoint après ses études un service diplomatique spécialisé dans le commerce russo-japonais et vit ainsi plusieurs années à Tokyo.

### Activités économiques
Avec Alexander Machkevich et Alijan Ibragimov, Patokh Chodiev fait diverses opérations dans les minerais au Kazakhstan, en Afrique et au Brésil. En 2007, leur entreprise entre dans la Bourse de Londres et fait partie en 2008 du FTSE 100. En 2009, la Eurasian Natural Resources Corporation (ENRC), un des groupes leaders sur le plan mondial dans l'exploitation des ressources naturelles dont Patokh Chodiev est un des actionnaires principaux, réalise un bénéfice de USD 1.462 milliard pour un chiffre d'affaires d'USD 3.8 milliards. Basée à Londres, ENRC exploita un certain nombre de gisements de minerais au Kazakhstan et en Afrique après avoir acquis de nombreuses exploitations minières en Europe de l'Est et en Afrique. En novembre 2013, le groupe se renomme « Eurasian Resources Group » (ERG), spécialisé dans les ressources naturelles et enregistré au Luxembourg.

### Fortune
En 2006, Forbes estime sa fortune à 2 milliards de dollars, et précise que l'une de ses filles est très active dans la gestion de ses entreprises. 
En septembre 2017, la Fondation Chodiev a enregistré un bureau de représentation en Ouzbékistan, afin de fournir une aide humanitaire et des soins de santé aux orphelinats du pays. Des rapports ont également indiqué que Chodiev envisage de construire[Quand ?] plusieurs centres commerciaux ainsi qu'une usine de métallurgie dans le Tachkent dans le cadre d'une montée des investissements en Ouzbékistan[réf. à confirmer].

### Obtention de la nationalité belge
Alors qu'il vit en Belgique, le 27 juin 1997, Patokh Chodiev obtient la nationalité belge. Cette obtention prête alors à débat dans les médias alors que Patokh Chodiev ne parle aucune des langues officielles de Belgique couramment et que la Sûreté de l’État se pose des questions sur ses relations avec d'autres hommes d'affaires russes,. Il est alors accusé d'avoir reçu l'aide de son ami et voisin Serge Kubla, bourgmestre de Waterloo, qui est d’origine tchèque, pour cette naturalisation. Sa naturalisation belge fait finalement l'objet d'une commission d'enquête en janvier 2017 pour laquelle le journal belge Le Soir écrit le 11 janvier 2017 : « Lorsque Serge Kubla écrit à Claude Eerdekens le 16 mai 1997, tous les feux sont déjà verts pour Patokh Chodiev : il a eu l’aval du SPF Justice, de la Sûreté de l’État, de l’Office des étrangers, de la police de Waterloo et du Parquet, donc aussi du service de naturalisation ». Un des actionnaires d'Euro Asian Travel, l'associé de Chodiev Alijan Ibragimov, aurait quant à lui « bénéficié », sans succès, des services du député bruxellois Philippe Rozenberg (ex-PRL, ex-FN) en vue de la réussite de sa demande de naturalisation, à la fin des années 1990,. Le 8 mars 2017, Serge Kubla assure « sous serment » ne pas être intervenu dans le dossier Patokh Chodiev ; l'enquêteur du Comité P Jean-François Kayser déclare qu'« il n'y a aucune trace dans le dossier d'une intervention matérielle de M. Kubla auprès de M. Vandewalle », ce dernier étant le commissaire en chef de la police de Waterloo.   

## Kazakhgate
Avec ses deux associés, Patokh Chodiev est un des protagonistes d'un scandale franco-belgo-kazakh, appelé Kazakhgate.
Dans l'un des volets du dossier, entre 2017 et 2018 dans le cadre de la commission d’enquête parlementaire sur la transaction pénale élargie nommée « commission Kazakhgate », les conditions d’obtention de la nationalité de Patokh Chodiev font de nouveau débat. Georges Gilkinet, député Ecolo, alors vice-président et membre très actif de la commission d’enquête, tient alors une série de propos incriminants, diffamants le milliardaire. Il réitère ses propos dans La Libre Belgique, Le Vif/L'Express et Plus Magazine, suscitant aussitôt plusieurs actions en justice de la part de l'homme d’affaires.   
Le 30 avril 2018, la commission d'enquête parlementaire conclut à l'unanimité que les procédures de naturalisation n'avaient pas été influencées par Serge Kubla. La commission acquitte également Chodiev de toute implication dans l'adoption de la loi sur les transactions pénales. L'avocat de Chodiev accuse la commission de partialité à l'égard de Chodiev. Il déclare cependant le souhait de son client de retirer la plainte contre plusieurs membres de la commission à condition de recevoir une lettre d'un représentant des autorités belges. Cette lettre devait reconnaitre des dysfonctionnements de la commission et les effets négatifs de l’enquête sur Chodiev et sa famille. Le 19 juin 2019, le tribunal de première instance de Namur déclare irrecevable et non fondée la plainte déposée par Chodiev contre le député Ecolo Georges Gilkinet. Au cours de la semaine suivante, les avocats de Chodiev annoncent que leur client fera appel de la décision.   
Le 28 janvier 2021, la cour d'appel de Liège condamne Georges Gilkinet, devenu vice-Premier ministre, pour ses propos diffamatoires. Le 24 novembre 2022, la Cour de cassation confirme les fondements de la condamnation judiciaire de Georges Gilikinet, donnant ainsi raison à Patokh Chodiev,.
Par contre, Patokh Chodiev, qui a finalement attaqué la Commission d'enquête, est débouté en 2022 et annonce son intention de faire appel en 2023. À cette date, le côté français de l'affaire n'est toujours pas jugé.

### Autres citations dans la presse
En 1999, l'entreprise Tractebel porte plainte contre deux de ses employés les accusant d'avoir détourné 5 millions de dollars des 55 millions de frais de consultation de Patokh Chodiev et ses deux associés. En parallèle, le parquet général de Bruxelles ouvre une enquête sur Patokh Chodiev et ses deux associés. L'affaire est alors renvoyée devant un tribunal correctionnel en février 2011. Le parquet général de Bruxelles abandonne finalement les poursuites le 17 juin 2011, et Patokh Chodiev, ainsi que ses deux associés, dans le cadre de la loi sur la transaction pénale élargie aux crimes financiers, verse 522 500 dollars d'amende. Un représentant du bureau du procureur de Bruxelles a confirmé au Financial Times en août 2011 qu'aucune poursuite judiciaire contre Chodiev et ses associés n'avait été active depuis juin de la même année et que l'affaire avait été considérée comme réglée. Selon le représentant, Chodiev, Mashkevich et Ibragimov « sont donc présumés innocents ».
En avril 2016, alors qu'éclate le scandale des Panama Papers, le nom de Patokh Chodiev est cité parmi les 732 Belges liées à des sociétés offshore.

## Classements et distinctions

### ClassementForbes[26]
- 2005 (première apparition Forbes) : 620e avec 1 milliard de dollars.
- 2006 : 382e avec 2 milliards de dollars.
- 2007 : 538e avec 1,9 milliard de dollars.
- 2008 : 334e avec 3,3 milliards de dollars.
- 2009 : 601e avec 1,2 milliard de dollars.
- 2010 : 287e avec 3,3 milliards de dollars.
- 2017 : 1661e avec 1,84 milliard de dollars.

### Distinctions
En 2020, Patokh Chodiev reçoit la décoration de l'ordre de l'amitié (Russie), en reconnaissance de son mécénat en faveur de l'éducation, des relations interculturelles et des arts et la première classe de l'ordre du Soleil Levant (Japon) pour sa contribution au développement des liens économiques et culturels entre le Japon et la Russie[réf. à confirmer].